# Нишева
Нишева — деревня в Струго-Красненском районе Псковской области России. Входит в состав сельского поселения «Марьинская волость».

## География
Находится на северо-востоке региона, в северо-западной части района, в лесной местности ур. Плотиченка, около д. Ждани и д. Орехово, в 2,5 км от озера Барское (Плотишно).
Уличная сеть не развита.

## История
Согласно Закону Псковской области от 28 февраля 2005 года деревня Нишева вошла в состав образованного муниципального образования Сиковицкая волость.
До апреля 2015 года деревня Нишева входила в Сиковицкую волость.
В соответствии с Законом Псковской области от 30 марта 2015 года № 1508-ОЗ деревня Нишева, вместе с другими селениями упраздненной Сиковицкой волости, вошла в состав образованного муниципального образования «Марьинская волость».

## Население
| 2001 | 2002 | 2010 | 2011 |
| ---- | ---- | ---- | ---- |
| 8    | ↗11  | ↘4   | ↗6   |

## Инфраструктура
Личное подсобное хозяйство. Вывоз леса, деревообработка.
Почтовое отделение, обслуживающее д. Нишева, — 181114; расположено в бывшем волостном центре д. Сиковицы.

## Транспорт
Просёлочные дороги и дорога местного значения. Остановка «Нишева», автобус по маршруту «Струги-Красные — Музовер»